# Yasuhikotakia longidorsalis
Yasuhikotakia longidorsalis és una espècie de peix de la família dels cobítids i de l'ordre dels cipriniformes.

## Morfologia
- Fa 8 cm de llargària màxima i presenta entre 13 i 18 franges estretes, marronoses i irregulars als flancs.
- 13-14 radis tous a l'aleta dorsal i 9 a l'anal.
- 9-10 radis ramificats a l'aleta dorsal.
- 30-31 vèrtebres.
- Peduncle caudal amb una banda ampla.
- Aleta caudal amb nombroses petites taques de color marró als lòbuls.
- Les femelles són generalment més grosses que els mascles.[3][7][8][9][10]

## Hàbitat i distribució geogràfica
És un peix d'aigua dolça, demersal i de clima tropical, el qual viu a Àsia: la conca del riu Mekong.

## Observacions
És inofensiu per als humans.